# Who Let the Dogs Out (Lied)
Who Let the Dogs Out (englisch für „Wer hat die Hunde rausgelassen“) ist ein Lied der bahamaischen Musikgruppe Baha Men. Der Song ist die erste Singleauskopplung ihres gleichnamigen sechsten Studioalbums Who Let the Dogs Out und wurde am 26. Juli 2000 veröffentlicht. Es ist die mit Abstand erfolgreichste Single der Gruppe und machte sie zu einem One-Hit-Wonder.

## Inhalt
Who Let the Dogs Out ist ein Partysong mit ironischen Elementen. Die Baha Men singen aus der Sicht von Männern und Frauen, die auf einer Feier miteinander flirten, wobei die Frauen die Männer aufgrund ihrer Annäherungsversuche mit Hunden vergleichen. Daraufhin bezeichnen sich die Männer selbst als Hunde mit kurzer Aufmerksamkeitsspanne, die nur auf den Paarungsakt aus sind.

“Who let the dogs out?

Who, who, who, who”

## Produktion
Der Song wurde von den Musikproduzenten Steve Greenberg und Michael Mangini produziert. Anslem Douglas, auf dessen Stück Doggie das Lied aufbaut, sowie Baha-Men-Mitglied Marvin Prosper fungierten als Autoren von Who Let the Dogs Out.

## Musikvideo
Das zu Who Let the Dogs Out gedrehte Musikvideo verzeichnet auf YouTube über 48 Millionen Aufrufe (Stand: September 2023). Zu Beginn ist ein Wachmann zu sehen, der vor einem Hundezwinger sitzt, wobei dieser sich öffnet und ihm die Hunde entlaufen. Daraufhin singen die Baha Men das Lied am Strand, während tanzende Frauen gezeigt werden. Zwischendurch sind verschiedene Hunde zu sehen, die durch die Stadt rennen und verfolgt werden, um sie wieder einzufangen. Am Ende laufen die Hunde wieder zurück in den Zwinger und der Wachmann ist zufrieden.

## Single

### Covergestaltung
Das Singlecover zeigt drei Mitglieder der Baha Men, wovon eines eine Sonnenbrille trägt. Die anderen beiden sehen den Betrachter mit ernstem Blick an. Im Vordergrund des Bilds befinden sich die Schriftzüge Baha Men in Gelb und Who Let the Dogs Out in Rot. Im Hintergrund sind ein Gebäude, ein Baum und blauer Himmel zu sehen.

### Titellisten
Single 1
1. Who Let the Dogs Out – 3:17
2. Who Let the Dogs Out (Bryan F. Mix) – 3:29
3. Who Let the Dogs Out (Crisqo Mix) – 3:36
4. Who Let the Dogs Out (Pal Mixer) – 3:12
5. Who Let the Dogs Out (Radio Mix) – 3:11

Single 2
1. Who Let the Dogs Out – 3:17
2. Who Let the Dogs Out (Radio Mix) – 3:11
3. Who Let the Dogs Out (Club Mix) – 5:19
4. Who Let the Dogs Out (Doggie Style) – 6:35

### Chartplatzierungen
Who Let the Dogs Out stieg am 20. November 2000 auf Platz 44 in die deutschen Singlecharts ein und erreichte sechs Wochen später mit Rang sechs die höchste Position, auf der es sich zwei Wochen lang halten konnte. Insgesamt hielt sich der Song 18 Wochen lang in den Top 100, davon sieben Wochen in den Top 10. In Australien und Neuseeland belegte die Single jeweils die Chartspitze. Weitere Top-10-Platzierungen gelangen unter anderem im Vereinigten Königreich, in Schweden, Norwegen, den Niederlanden, der Schweiz und Dänemark. In den deutschen Single-Jahrescharts 2001 belegte das Lied Platz 53.
| ChartsChartplatzierungen       | Höchstplatzierung | Wochen |
| ------------------------------ | ----------------- | ------ |
| Deutschland (GfK)              | 6 (18 Wo.)        | 18     |
| Österreich (Ö3)                | 26 (13 Wo.)       | 13     |
| Schweiz (IFPI)                 | 6 (18 Wo.)        | 18     |
| Vereinigte Staaten (Billboard) | 40 (20 Wo.)       | 20     |
| Vereinigtes Königreich (OCC)   | 2 (29 Wo.)        | 29     |

| ChartsJahrescharts (2000)    | Platzierung |
| ---------------------------- | ----------- |
| Vereinigtes Königreich (OCC) | 4           |

| ChartsJahrescharts (2001) | Platzierung |
| ------------------------- | ----------- |
| Deutschland (GfK)         | 53          |
| Schweiz (IFPI)            | 48          |

### Auszeichnungen für Musikverkäufe
Who Let the Dogs Out erhielt im Jahr 2001 in Deutschland für mehr als 250.000 Verkäufe eine Goldene Schallplatte. Im Vereinigten Königreich wurde es für über 600.000 verkaufte Einheiten noch im Erscheinungsjahr mit Platin ausgezeichnet.

| Land/Region                  | Auszeichnungen für Musikverkäufe (Land/Region, Auszeichnung, Verkäufe) | Verkäufe  |
| ---------------------------- | ---------------------------------------------------------------------- | --------- |
| Australien (ARIA)            | Platin                                                                 | 70.000    |
| Belgien (BRMA)               | Gold                                                                   | 25.000    |
| Deutschland (BVMI)           | Gold                                                                   | 250.000   |
| Neuseeland (RMNZ)            | Platin                                                                 | 10.000    |
| Niederlande (NVPI)           | Gold                                                                   | 40.000    |
| Schweden (IFPI)              | Platin                                                                 | 30.000    |
| Vereinigtes Königreich (BPI) | Platin                                                                 | 600.000   |
| Insgesamt                    | 3× Gold · 4× Platin ·                                                  | 1.025.000 |

Bei den Grammy Awards 2001 wurde Who Let the Dogs Out in der Kategorie Best Dance Recording ausgezeichnet.